# Will Todd
Will Todd (* 14. Januar 1970 in der Grafschaft Durham) ist ein englischer Komponist klassischer Musik und Pianist.

## Leben
Todd wurde in der Grafschaft Durham geboren, besuchte die Durham School und schloss sich dem Chor der St. Oswald-Kirche in Durham unter seinem Chorleiter David Higgins an. Dann studierte er Musik an der Universität Bristol. Er ist ein versierter Jazzpianist und tritt regelmäßig mit seinem Trio auf, was von großer Bedeutung für eines seiner bekanntesten Werke, seine Mass in Blue, ist.
Die Mass in Blue (ursprünglicher Titel: Jazz Mass) wurde vom Hertfordshire Chorus an der Cambridge Corn Exchange im Juli 2003 mit Will Todd am Klavier uraufgeführt. Todds Ehefrau Bethany Halliday sang das Sopransolo bei der Aufführung durch das Blue Planet Orchestra und den Chorus Hertfordshire, dirigiert von David Tempel.
Sein The Blackened Man gewann den zweiten Preis bei der International Verdi Opera Competition im Jahr 2002 und wurde später auf dem Buxton Festival 2004 aufgeführt. The Screams of Kitty Genovese, eine Musiktheaterarbeit, wurde am Boston Conservatory und auf dem New York Musical Theatre Festival aufgeführt. Sein Oratorium Saint Cuthbert, mit einem Libretto von Ben Dunwell über das Leben des Heiligen, wurde vom Hallé Orchestra und Chor unter Leitung von Christopher Austin aufgeführt und aufgenommen.
Among Angels wurde von der Genesis Foundation in Auftrag gegeben und wurde von The Sixteen in Salzburg uraufgeführt. Geschrieben für die Welsh National Youth Opera, wurde Sweetness and Badness auf einer Tournee im Herbst 2006 aufgeführt und Whirlwind, von Streetwise Opera in Auftrag gegeben, wurde im  The Sage Gateshead uraufgeführt.

## Werke
- Winter Dances – für Orchester (1989)
- Midwinter – Kantate für Sopran und Bariton, Chor und Orchester (1992)
- Saint Cuthbert – Oratorium für Sopran, Tenor und Bariton, Chor, Orgel und Orchester (1995)
- The Burning Road – Kantate für Sopran, Bariton, Chor und Orchester (1996)
- The Screams of Kitty Genovese  für zwölf singende Schauspieler und kleines Ensemble (1999)
- A Song of Creation – Kantate für Chor, Kammerchor, Kinderchor, Sopran, Tenor und Bass, Orgel und Orchester (2000)
- The Blackened Man – Oper mit sieben Rollen, Chor und großem Orchester oder Kammerorchester (2001)
- Mass in Blue – für Sopran, Chor und Jazzensemble oder -trio (2003)
- Gala and Gloria – für Sopran, Mezzosopran, Bariton, Chor, Orchester und Brassband (2004)
- Among Angels – 16 Stücke für vierstimmigen Chor mit zwei Harfen (2006)
- Sweetness and Badness – Oper für fünf singende Darsteller und kleines Ensemble (2006)
- Whirlwind – Oper für vier singende Darsteller, gemischten Chor, kleines Ensemble und Live-Geräusche (2006)
- Let us be True – für vierstimmigen Chor, Solo-Violine, Piano, Orgel, Percussion und Streicher. Vertonung von „Dover Beach“ von Matthew Arnold (2006)
- You have seen the House Built – für vierstimmigen Chor und Orgel, Auftragswerk der Kathedrale von Chichester zu ihrem 900-jährigen Bestehen (2008)
- Requiem – für Sopran, elektrische Gitarre und Chor, Auftragswerk der Fairhaven Singers (2009), (Fassung für Sopran, Tenor, Orgel und Chor erstaufgeführt 2014 in Dortmund)
- Te Deum – für Sopran-Solo, Jugendchor, vierstimmigen Chor und Instrumentalensemble. Lateinischer Text mit Ergänzungen von Ben Duwell (2009)
- Clarinet Concerto – für Jazzklarinette und Orchester, erstaufgeführt von Emma Johnson (2009)
- The Call of Wisdom – für vierstimmigen Chor und Orgel. Auftragswerk als Teil des  Diamantenen Thronjubiläums von Elisabeth II. zur Aufführung durch den Diamond Choir (2012)[3]
- Songs of Love – für vierstimmigen Chor und Jazztrio. Auftragswerk des  Symphony Silicon Valley Chorale für ihr Konzert anlässlich ihres fünfundzwanzigjährigen Bestehens (2012)